# Sterna (Grisignana)
Sterna (in croato Šterna) è una località della Croazia, insediamento del comune istriano di Grisignana.

## Storia

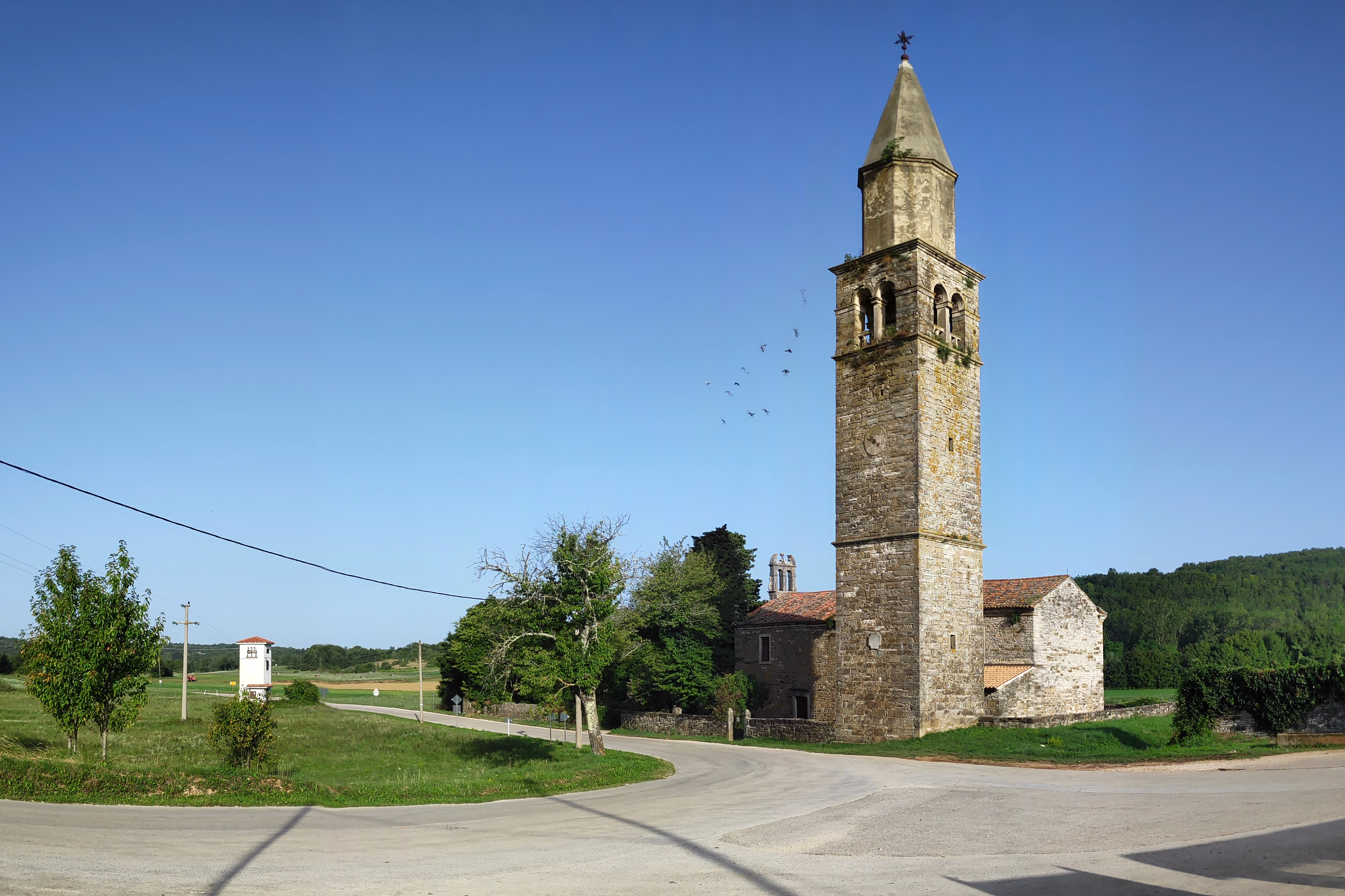
Sterna - chiesa di San Michele

Nel 1067 il feudo, che all'epoca si chiamava Steina, fu ceduto dall'imperatore tedesco Enrico IV al vescovo di Frisinga. Successivamente, nel 1102, il marchese Ulrico II donò Sterna al vescovo d'Aquileia, che a sua volta lo consegnò al vescovo di Cittanova. I vescovi nel 1260 consegnarono il paese ad Almerico XXX di San Giorgio in Laymis, successivamente passò prima ai conti di Gorizia e poi, a metà del XIII secolo, divenne parte della signoria di Momiano.
Nel 1358 Sterna fu comprata da Venezia. Nel 1564 divenne feudo della famiglia Gravisi e della famiglia Del Bello. Durante la guerra tra Venezia e la lega di Cambrai, il paese fu più volte raso al suolo dai mercenari degli eserciti.
Successivamente il paese passò sotto il dominio dell'Impero austro-ungarico e, dopo la fine della prima guerra mondiale, divenne parte d'Italia. Dopo la seconda guerra mondiale gli abitanti di Sterna per sfuggire alla pulizia etnica fatta dall'Esercito Popolare di Liberazione della Jugoslavia nei confronti degli italiani, scapparono in Italia. Nel 1991 il paese passò sotto il dominio della Croazia, dalla quale oggigiorno fa parte.

## Nome
Il toponimo Sterna è la forma abbreviata di Cisterna, poiché deriva dalla vicina sorgente.

## Società

### Evoluzione demografica
Nel 2001 a Sterna si contavano 79 abitanti divisi tra 31 nuclei familiari.